# Sai Mai
Sai Mai (thailändisch สายไหม) ist einer der 50 Khet (Bezirke) in Bangkok, der Hauptstadt Thailands.

## Geographie
Die benachbarten Bezirke sind im Uhrzeigersinn von Norden aus: Amphoe Lam Luk Ka in der Provinz Pathum Thani und die folgenden Khet von Bangkok: Khlong Sam Wa, Bang Khen, Lak Si und Don Mueang.

## Geschichte
Sai Mai war ursprünglich der Name eines Muban im Tambon Khu Khot (Amphoe Lam Luk Ka der Provinz Pathum Thani). Es wurde dem Amphoe Bang Khen übertragen, im Jahre 1940 dann in den Tambon-Status erhoben. Durch das rasche Bevölkerungswachstum in dieser Gegend wurde Sai Mai 14. Oktober 1997 zum Khet ernannt, um den Service der Verwaltung zu verbessern.

## Sehenswürdigkeiten
- Wat Amarawanaram

## Verwaltung
Sai Mai ist in drei Unterbezirke (Khwaeng) unterteilt:
| Nr. | Name Khwaeng  | Thai    | Einw.  |
| --- | ------------- | ------- | ------ |
| 1.  | Sai Mai       | สายไหม  | 80.954 |
| 2.  | O Ngoen       | ออเงิน   | 40.001 |
| 3.  | Khlong Thanon | คลองถนน | 85.323 |

## Gemeinderat
Der Gemeinderat des Distrikts Sai Mai hat acht Mitglieder, jedes Mitglied wird für vier Jahre gewählt. Die letzte Wahl war am 30. April 2006. Die Ergebnisse:
- Thai Rak Thai Party – 8 Sitze (Seit Militärputsch 2007 gibt es diese Partei nicht mehr; weitere Einzelheiten zum aktuellen Gemeinderat sind nicht zu finden)